# Jack Vettriano
Jack Vettriano, właśc. Jack Hoggan (ur. 17 listopada 1951 w Methil, zm. 1 marca 2025 w Nicei) – szkocki malarz.
Rzucił szkołę w wieku 16 lat, aby rozpocząć pracę w miejscowej kopalni. Artystyczne powołanie odkrył w sobie, kiedy na 21 urodziny dostał od swojej dziewczyny akwarele. Od tej pory poświęcił się malarstwu.
Po raz pierwszy odważył się na pokazanie swoich prac publiczności w 1988, na wystawie zorganizowanej przez The Royal Scottish Academy. Spotkał się wtedy z entuzjastycznym przyjęciem – jego obrazy zostały wykupione już w pierwszy dzień trwania wystawy. W następnych latach jego malarstwo szybko dojrzało, gwałtownie wzrosło również zainteresowanie jego obrazami wśród kolekcjonerów. Wystawiał m.in. w Edynburgu, Londynie, Hongkongu, Johannesburgu oraz w Nowym Jorku. Jego obrazy znajdują się wielu kolekcjach prywatnych i państwowych na całym świecie. Jego obrazy kolekcjonują m.in.: Jack Nicholson, Alex Ferguson i Robbie Coltrane.
1 marca 2025 zmarł w swoim mieszkaniu, w Nicei.